# 엘리자베스 바우어

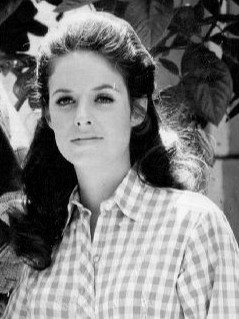

엘리자베스 바워(Elizabeth Baur, 1947년 12월 1일 ~ 2017년 9월 30일)는 미국의 배우이다.
로스앤젤레스에서 태어났으며 로스앤젤레스에서 사망하였다.

## 출연 작품

### 영화
- 보스톤 교살자 (1968)

### 텔레비전
- 아이언사이드 (1971-75)